# Ě
Ě, ě は、Eにハーチェク（キャロン）を付した文字である。
チェコ語、ソルブ語、ピンイン、ジャワ語、スンダ語等で使われる。

## 各言語における用法

### チェコ語
発音は原則 [jɛ] であるが、チェコ語において tě, dě, ně となると、ťe, ďe, ňe のように発音する。また mě となると、mňe のように発音する。

### 中国語
ピンインで非円唇後舌半狭母音/ɤ/に倒折音符（Dǎozhéyīnfú）という、注音や拼音で、第三声（上声）を表す声調記号をつけたものである。

### ジャワ語
中舌中央母音/ə/を表す。

### スンダ語
ジャワ語と同じく、中舌中央母音を表す。

### ソルブ語
/iɪ/を表す。

## 符号位置
| 大文字 | Unicode | JIS X 0213 | 文字参照       | 小文字 | Unicode | JIS X 0213 | 文字参照       | 備考 |
| ------ | ------- | ---------- | -------------- | ------ | ------- | ---------- | -------------- | ---- |
| Ě      | U+011A  | 1-10-31    | &#x11A; &#282; | ě      | U+011B  | 1-10-46    | &#x11B; &#283; |      |